# Líbit se znamená velet, aneb Zákonodárkyně
Líbit se znamená velet, aneb Zákonodárkyně (ve francouzském originále Plaire c'est commander, ou Les Législatrices ) je opera žánru opéra comique („comédie mêlée d'ariettes“) o dvou dějstvích francouzské operní pěvkyně a skladatelky Henriette-Adélaïde Villardové (též psáno „de Villars“), známé pod svým uměleckým jménem Mademoiselle Beaumesnil, na libreto Adriena-Nicolase Piédefera, markýze de la Salle (též psáno „de Lasalle“), hraběte d'Offrémont, podle jednoaktovky Le Législatrices Pierra-Louise Molina z roku 1765. Tato opera na aktuální námět ženské emancipace měla premiéru 12. května 1792 v pařížském divadle Théâtre de Mademoiselle Montansier.

## Vznik, charakteristika a historie
Mademoiselle Beaumesnil (1748–1803) se proslavila jako pěvkyně pařížské opery v letech 1766–1781. V roce 1781 opustila tuto kariéru ze zdravotních důvodů, provdala se za herce Philippa Cauvyho a věnovala se především kompozici. Již roku 1781 nabídla Královské hudební akademii operu Anacréon, ale byla odmítnuta. Uspěla až roku 1784 s méně náročným dílem, jímž byla jednoaktová opéra-ballet Tibullus a Delia. Líbit se znamená velet je její poslední jmenovitě známé scénické dílo.
Velká francouzská revoluce přinesla radikální praktické i teoretické zpochybnění společenského řádu a i značné zapojení žen do jejích událostí vyvolalo debatu a případných veřejných a politických právech žen, jak o tom svědčí například Deklarace práv ženy a občanky od Olympe de Gouges. Do této debaty v komické podobě zasahuje i tato opera, a to v negativním smyslu: znázorňuje pokus o vládu žen jako neuskutečnitelný a směšný podnik. Text opery napsal nedávno penzionovaný generál a příležitostný dramatik markýz de la Salle (1735–1818) – v té době ovšem „občan Lasalle“, ale námět byl starší. Přesný vztah jeho textu s veršovanou komedií, kterou roku 1765 vydal přítel a obdivovatel slečny Beaumesnilové, dramatik Pierre-Louis Moline (1739–1820), není znám; Moline již v předmluvě ke své komedii zmiňoval, že někdo jiný má v úmyslu vydat zpracování téže látky v próze. Aktualizací hrající na dobové protiklerikální nálady byla postava „nastrojeného a navoněného“ abbého, kterého hrál s velkým ohlasem zpěvák a skladatel Louis-Sébastien Lebrun.
Za revoluce vzniklo mnoho nových divadel a autoři nabízeli tuto operu jednomu z větších, Théâtre Feydeau, ale nakonec ji hrálo dosud existující Divadlo slečny (či občanky) Montansierové. Premiéra se konala 12. května 1792; celovečerní program doplňovaly kusy Les Deux Billets a Le Consentement forcé. Opera měla značný momentální úspěch; dosáhla 21 (podle jiného zdroje 27, 16krát v roce 1792 a 11krát v roce 1793) repríz, což bylo za války s Rakouskem a Pruskem a za napjaté vnitropolitické situace, ale také za velké konkurence ostatních divadel, vysoké číslo. 

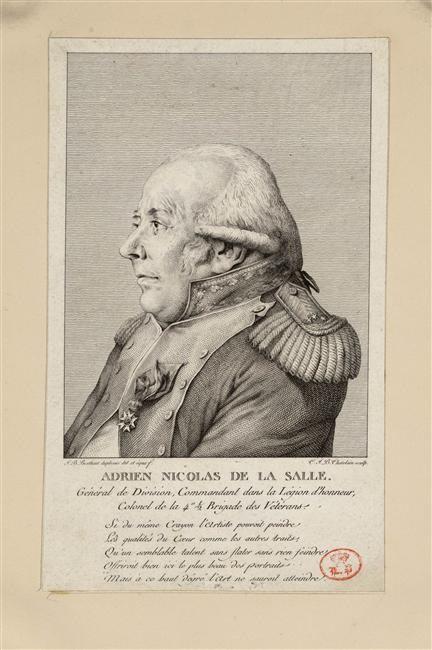
Libretista opery, generál markýz de La Salle, rytina Jeana Duplessise-Bertauxe

Přestože šlo především o prostou zábavu bez větších uměleckých nároků („bagatela“), bylo Lasallovo libreto chváleno pro „originální scény, příjemné situace a živý a rozverný dialog“. Bez výhrad byla příznivě přijata i hudba slečny Beaumesnilové: „Nebylo by spravedlivé soudit tuto drobnost přísně; jejím účelem je rozesmát, a to se jí podařilo. […] Hudba je od slečny Beaumenilové, v uměních tak známé; ale nepotřebuje shovívavost z tohoto důvodu. Její hudba má charakter, barvu, půvab, výraz a mnoho originality, četná čísla jsou hodna našich mistrů a slečna Beaumenilová si zasloužila v tomto tak obtížném uměleckém oboru plný úspěch.“ (Journal encyclopédique et universel) „Její skladby mají důvtip, něhu, výraz, příjemně dramatickou barvu a získávají potlesk a zastání.“ (L’Esprit des journaux français et étrangers) „V tomto díle spočívá zásluha slečny Beauménilové především v tom, že vyjadřuje s velkým uměním a věrností situace a slova.“ (Gazette nationale ou le Moniteur universel)
Hudba této opery se nedochovala a o případných dalších hudebně-dramatických pokusech slečny Beaumesnilové není nic známo.

## Děj opery
Děj se odehrává na ostrově, kde se usadila kolonie Evropanů. Obyvatelstvo se dozvídá, že loď, která odplula včerejšího večera a na níž se nacházela polovina mužů z ostrova, ztroskotala. Náhle se ženy shromáždí, a vidouce počet mužů snížený o polovinu, plánují převzít velení. Jistá baronka je zvolena guvernérkou ostrova a již tyto zákonodárkyně činí tisíce výstřednosti a chtějí podřídit muže své vládě. Ti se chtějí vzepřít, ale mladý Valcourt, milenec barončiny dcery Julie, je přesvědčí, aby ženy nechali jednat, aby se ukázalo, kam až je toto šílenství dovede. Pro ženy jde vše skvěle: muži jsou odzbrojeni a podřízení; avšak ohlašuje se, že k ostrovu přistávají lidojedi. Zákonodárkyně propadají strachu a žadoní u mužů o ochranu. Ti jim předávají zbraně a meče a přesvědčují je, aby vytvořily ženský pluk a nepřítele odrazily. Avšak divoši dorazí a zmocní se našich válečnic, které příšerně ječí; ale jaká je jejich radost, když poznávají své manžely, kteří se takto přestrojili, aby je podrobili zkoušce. Loď neztroskotala: muži chtěli ženám prokázat, že nejsou povolány k mužským pracím, že jejich jediným cílem musí být zalíbit se, a že líbit se znamená velet.